# Шевченково (Токмакская городская община)
Шевченково (укр. Шевченкове) — село,
Жовтневый сельский совет,
Токмакский район,
Запорожская область,
Украина.
Код КОАТУУ — 2325281206. Население по переписи 2001 года составляло 54 человека.

## Географическое положение
Село Шевченково находится на левом берегу одного из истоков реки Чингул,
выше по течению на расстоянии в 1 км расположено село Покровское.
Рядом проходит автомобильная дорога Р-37.

## История
- 1930 год — дата основания.